# Cryptaciura
Cryptaciura is een geslacht van insecten uit de familie van de Boorvliegen (Tephritidae), die tot de orde tweevleugeligen (Diptera) behoort.

## Soorten
- C. rotundiventris: Kleine schermbloemboorvlieg (Fallen, 1814)